# Sechereșa
Sechereșa (węg. Szekerestanya) – wieś w Rumunii, w okręgu Satu Mare, w gminie Supur. W 2011 roku liczyła 64 mieszkańców.